# لويز ألكوك
لويز ألكوك، باحثة إنجليزية، اشتهرت بأعمالها في علم البيئة وتطور رأسيات القدم في المحيط الجنوبي. كما أنها محررة جريدة الحيوان والبيئة.

## النشأة والتعليم
تخرجت ألكوك بشهادة في البيئة البحرية من جامعة ليفربول في 1992. وحصلت علي درجة الدكتوراة عام 1998.

## حياتها المهنية
لويز ألكوك هي محررة جريدة الحيوان والبيئة وكانت محررة «جريدة التاريخ الطبيعي» من عام 2007 حتي 2015. كانت ألكوك رئيسة المجلس العالمي لرأسيات القدم في الفترة من عام 2012 حتي 2015.
عملت ألكوك علي المساواة بين الجنسين، وكانت عضوة في مجلس المساواة بين الجنسيين في أيرلندا. لقد عملت علي تلميع وإظهار دور المرأة في البحث العلمي في رأسيات القدم.
أبحاث ألكوك ركزت علي علم البيئة، وتطور الكائنات الحية، وبالأخص الرخويات. وأيضاً ركزت أبحاثها علي البيئة البحرية. فقد شاركت في رحلات بحرية في القارة القطبية الجنوبية وجنوب المحيط الأطلسي. في صيف 2016، كانت ألكوك تعمل علي الحيوانات الإسفنجية، والكائنات اللاسعة، والكيسيات. منذ عام 2013، أصبحت ألكوك محاضرة في علم الحيوان في جامعة جالواي. كما أنها ساهمت في الدراسة القطبية الإنجليزية علي الكائنات البحرية متعددة الفصائل (منذ يونيو 2009 حتي مارس 2010)، وعملت محاضرة في البيئة البحرية في جامعة بلفاست (من سبتمبر 2002 حتي مارس 2008). 
في 1 فبراير 2018، كانت ألكوك ضيفة في برنامج علي راديو بي بي سي 4، في استضافة ملفيان براج، للحديث عن رأسيات القدم.

## الجوائز والأوسمة
ألكوك كانت أحد الأسماء الرئيسية في أفضل ورقة بحثية عن رأسيات القدم (2006–2009) والتي حازت علي جائزة المجلس العالمي لرأسيات القدم. حظت ورقتها البحثية عن نشأة الأخطبوط علي الإعجاب الشديد، مكانت ا÷م حدث في الم}تمر الصحفي للحية البحرية، والذي تم عقده في أول كونجرس عالمي عن الحياة البحرية فيفالنسيا 2008.

## منشورات مختارة
- Strugnell, J.M., Norman, M.D., Vecchione, M., Guzik, M. and Allcock, A.L., 2014. The ink sac clouds octopod evolutionary history. Hydrobiologia, 725(1), pp. 215–235.
- Allcock، A.L.؛ Lindgren، A.؛ Strugnell، J.M. (2015). "The contribution of molecular data to our understanding of cephalopod evolution and systematics: a review". Journal of Natural History. ج. 49 ع. 21–24: 1373–1421. DOI:10.1080/00222933.2013.825342.
- Wilson, A.M., Kiriakoulakis, K., Raine, R., Gerritsen, H.D., Blackbird, S., Allcock, A.L. and White, M., 2015. Anthropogenic influence on sediment transport in the Whittard Canyon, NE Atlantic. Marine pollution bulletin, 101(1), pp. 320–329.
- Finn, D.I., Clarke, M., Gilbert, M.T.P., Allcock, L., Kampmann, M.L., Schroeder, H., Guerra, A., Norman, M., Winkelmann, J.I., Campos, P.F. and Strugnell, J., 2013. Mitochondrial genome diversity and population structure of.
- Allcock, A.L. and Strugnell, J.M., 2012. Southern Ocean diversity: new paradigms from molecular ecology. Trends in ecology & evolution, 27(9), pp. 520–528.

## وصلات خارجية
- Louise Allcock on Google scholar
- marinescience.ie/wp-content/uploads/2015/12/Dr-A-Louise-Allcock-CV.pdf
- deepseaexperts.org/node/561
- nuigalway.ie/our-research/people/natural-sciences/louiseallcock/